# Bruinharige mollisia
De bruinharige mollisia (Mollisia olivascens, synoniem: Mollisia perelegans ) is een schimmel uit de familie Mollisiaceae. Hij groeit saprotroof op dood loofhout. Vooral op verterend eikenhout en vooral op losliggende stronken die nog hard zijn.

## Kenmerken
De vruchtlichamen zien er uit als schoteltjes en zijn onopvallend donkerbruin van kleur. De diameter is 1-3(-5) mm en het hymenium is loodgrijs van kleur. De sporen van de asci kleuren in jodium blauw. De ascosporen zijn spoelvormig en meten 7-10 × 1,5-2,3 µm.

## Verspreiding
De bruinharige mollisia komt in Nederland zeer zeldzaam voor.